# Hydraena manfredjaechi
Hydraena manfredjaechi är en skalbaggsart som beskrevs av Juan A. Delgado och Soler 1991. Hydraena manfredjaechi ingår i släktet Hydraena och familjen vattenbrynsbaggar. Inga underarter finns listade i Catalogue of Life.